# Skvallerspegel

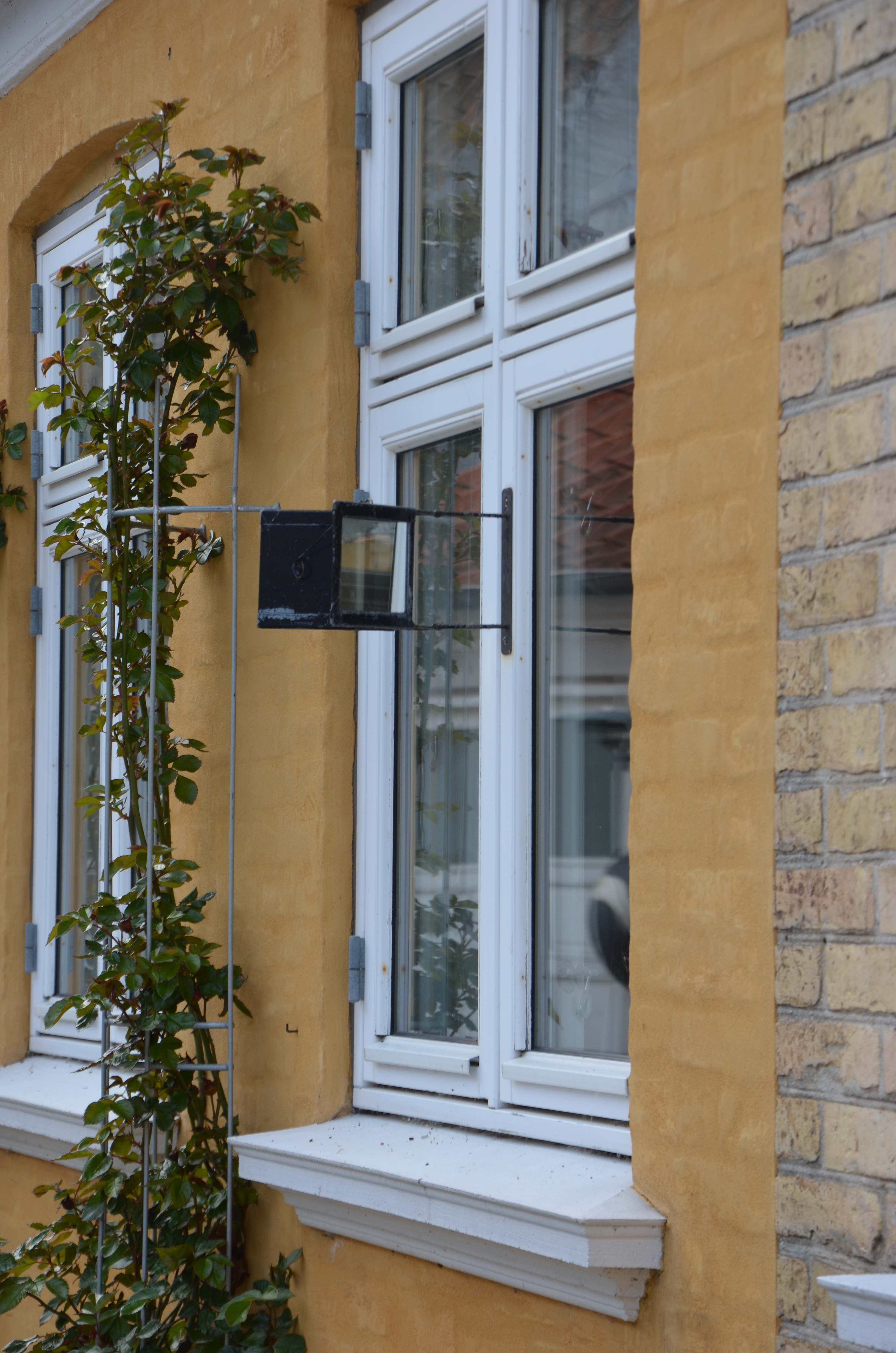
Skvallerspegel i Marstal i Danmark

Skvallerspegel är en spegel med ett eller två snedställda glas. Spegeln sätts på utsidan av ett fönster så man kan se gatulivet till vänster och/eller höger om fönstret.